# Арлінгтон-Гайтс (Пенсільванія)
Арлінгтон-Гайтс (англ. Arlington Heights) — переписна місцевість (CDP) в США, в окрузі Монро штату Пенсільванія. Населення — 6331 особа (2020).

## Географія
Арлінгтон-Гайтс розташований за координатами 41°0′1″ пн. ш. 75°12′30″ зх. д. / 41.00028° пн. ш. 75.20833° зх. д. (41.000182, -75.208344).  За даними Бюро перепису населення США в 2010 році переписна місцевість мала площу 13,92 км², з яких 13,89 км² — суходіл та 0,03 км² — водойми.

## Демографія
Згідно з переписом 2010 року, у переписній місцевості мешкали 6333 особи в 2456 домогосподарствах у складі 1684 родин. Густота населення становила 455 осіб/км².  Було 2600 помешкань (187/км²).
Расовий склад населення:
| - 77,9 % — білих - 9,6 % — чорних або афроамериканців - 4,4 % — азіатів - 0,2 % — корінних американців - 4,5 % — осіб інших рас |

До двох чи більше рас належало 3,3 %. Частка іспаномовних становила 12,7 % від усіх жителів.
За віковим діапазоном населення розподілялося таким чином: 22,7 % — особи молодші 18 років, 60,3 % — особи у віці 18—64 років, 17,0 % — особи у віці 65 років та старші. Медіана віку мешканця становила 41,7 року. На 100 осіб жіночої статі у переписній місцевості припадало 93,3 чоловіків;  на 100 жінок у віці від 18 років та старших — 89,0 чоловіків також старших 18 років.
Середній дохід на одне домашнє господарство  становив 77 050 доларів США (медіана — 60 179), а середній дохід на одну сім'ю — 89 634 долари (медіана — 76 000). Медіана доходів становила 55 396 доларів для чоловіків та 37 652 долари для жінок. За межею бідності перебувало 12,5 % осіб, у тому числі 17,0 % дітей у віці до 18 років та 6,8 % осіб у віці 65 років та старших.
Цивільне працевлаштоване населення становило 2904 особи. Основні галузі зайнятості: освіта, охорона здоров'я та соціальна допомога — 19,9 %, роздрібна торгівля — 14,2 %, мистецтво, розваги та відпочинок — 12,6 %.